# 早川沙世
早川 沙世（はやかわ さよ、1983年5月23日 - ）は、日本のファッションモデル。168センチメートル、85-55-83。AB型。福岡県出身。女性誌『小悪魔ageha』への露出から最も著名。
過去には高名なキャバクラ嬢でもあった。夜の現場から身を引いてのちは『小悪魔ageha』の読者モデルやアパレルプロデューサーとして活動。その『小悪魔ageha』を去るに至った2011年から同誌の姉妹誌にあたる『姉ageha』の専属モデルとなっている。
女性アイドルグループ・SDN48への所属経験あり。モデル業にあわせてネイルサロンや美容院の経営も手掛ける。

## 来歴
幼い頃に両親が離婚、母親のもとで育った。地元福岡で10代当時からモデル兼キャバクラ嬢として活動していた。2004年に東京へ移り、それからしばらくモデルやレースクイーンの活動を行ったのち、再びキャバクラ勤務へ。六本木の「R」というキャバクラ店で頂点を極め、キャバクラ嬢ランキング全国一位として支持を集めるなどした。
キャバクラの仕事と『小悪魔ageha』のモデル活動とを長らく両立させていたものの、2010年に入ってキャバクラ稼業を引退。翌2011年には女性アイドルグループ「SDN48」への正式加入という機を持ち、同グループの一員としてさっそく握手会への出席活動などを行いはしたものの、その加入からわずか2ヶ月ののちに脱退。自身の本業すなわち雑誌の撮影や新宿歌舞伎町に開業したキャバクラ嬢向けサロン店舗の運営などとの兼ね合いを考慮した結果の辞退であったという。
やがて2011年の7月号をもって『小悪魔ageha』を卒業。同誌の姉妹誌『姉ageha』の専属モデルとなった。

## 夜職

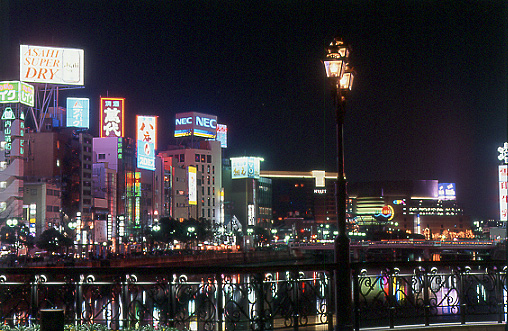
宵の中洲

夜職歴の原点は福岡・中洲のキャバクラ嬢となった高校中退直後のことで、入店早々ナンバーワンになったという。それから19歳になる前後の頃にママとしての引き抜きを受け、猛反対する母親を説得、未成年にして一軒の店を任されるママとなり、売上げを伸ばしその経営を成功に導いた。そして21歳の時に上京。

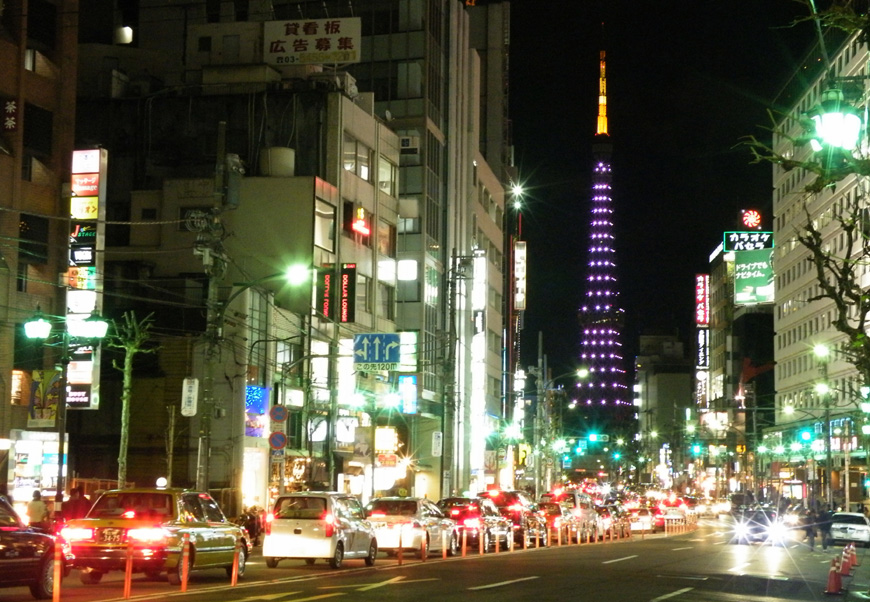
六本木

東京到着後にまず六本木のクラブ（ピアノ）へ入店。2ヶ月で同店のナンバー2になったという。そして22歳の時に銀座の新規開業キャバクラ店（ビゼ）へ移り、“女優の卵”や“雑誌で見る顔”などの面子が同僚であった同店において、それまでとは桁違いに富裕な客層を相手に23歳頃まで勤務。成績の発表を行わない店であったため正確な数字については不明ながら、そこでもおそらくは毎月トップクラスの売り上げを出していたという。
やがてその店も去って23歳で新宿へ。2006年を通して歌舞伎町のキャバクラ（アジアンクラブ・ジェントルマンズクラブ）に勤務した。そして再び六本木へ移り「R」へ。そこで先に入店していた荒木さやかと出会うことになる。以後長らく同店に勤務したのち、26歳で引退。
折には「ホントこの人が水商売辞めるのはもったいない気がします」と荒木にその才を惜しまれた。

## 私生活
2009年から国際ボランティア団体「H=and Project」に荒木さやからとともに賛助者として参加開始。同団体が2010年に静岡県で催した「イルカふれあいツアー」に参加するなど、同団体を通じてのボランティア活動を積極的に行ってきた。2009年に急逝した『小悪魔ageha』モデルの純恋とはともにファッションブランド「DIVAS」のデザインを手掛けるなどした仲であった。
2011年にあっては、その純恋の実母との共同製作によるペンダントを発売し、その収益を東日本大震災の被災地に寄付するなどの活動を行っている。
専属モデル活動を継続してきた『姉ageha』では、2013年、同誌2月発売の3月号にて、ひと月あたりの総額およそ50万円という“美容代”事情が同誌のモデル中最高額の“美容家計簿”として話題に上るなどしている。
2014年、31歳当時の7月に第一子（男児）を出産。同12月に自身のブログ上にてその旨を報告、ちょうど同時期発売の『姉ageha』誌でも「早川沙世、母になる」と題した特集が展開された。2018年5月、第二子（女児）を出産していたこと、シングルマザーであることを自身のInstagramで発表。

## 出演
| 在籍店                                    | 時期                       |
| ----------------------------------------- | -------------------------- |
| 各店 福岡・中洲                           | 2001年（約半年）           |
| 「BLUE」 福岡・中洲                       | 2001年 - 2003年（約1年半） |
| 「プラウディア」 福岡・中洲               | 2004年（約1年）            |
| 「ピアノ」 東京・六本木                   | 2005年（1年弱）            |
| 「ビゼ」 東京・銀座                       | 2005年 - 2006年（1年弱）   |
| 「アジアンクラブ」 東京・歌舞伎町         | 2006年（約半年）           |
| 「ジェントルマンズクラブ」 東京・歌舞伎町 | 2006年（約3ヶ月）          |
| 「R」 東京・六本木                        | 2007年 - 2009年（2年間）   |
| 出典：『小悪魔ageha 2011年5月号』         |                            |

### 雑誌
- 姉ageha（インフォレスト）
- 小悪魔ageha（インフォレスト）
- men's egg（大洋図書）
- Men's SPIDER（リイド社）
- EDGE STYLE（双葉社、創刊号：2009年11月28日発売）[29]

### テレビ
- 『ありえへん∞世界』（テレビ東京、2010年6月29日）
- 『森田一義アワー 笑っていいとも!』（フジテレビ）
- 『桑田佳祐の音楽寅さん 〜MUSIC TIGER〜』（フジテレビ）
- 『快盗!!シノビーナ』（テレビ朝日）
- 『ひみつの嵐ちゃん!』（TBS）
- 『ザ!世界仰天ニュース』（日本テレビ）

### イベント
- 渋谷ガールズコレクション 2009年春夏（2009年3月8日）[30]
- 沖縄×渋谷 EDGE COLLECTION 2009（2009年5月16日） 共/椿姫彩菜、桃華絵里、藤田志穂、鮎川りな、池田恵、板橋瑠美、江口ちり、川端かなこ、幸田えりか、桜井莉菜、杉山佳那恵、純恋、高橋真依子、細井宏美、宮城舞、武藤静香、森摩耶、山本優希、りん[31]
- Sixh.×Men's SPIDER（2010年5月3日、ラフォーレミュージアム原宿） 共/Sixh.、鮎川優、イロクイ。、メンズスパイダーバンド、桜井莉菜、てんちむ、長州小力、ほか[32]
- キャンパスコレクション2010 SPRNG（2010年5月15日、ディファ有明）[33]
- KyabaRaku AWARD 〜Kickoff Party〜（2012年4月8日、VANITY LOUNGE） 共/桃華絵里、桜井莉菜、遠藤彩香、鮎川りな、りん、愛内心愛、家村マリエ、杉山佳那恵、ほずにゃむ、ゆきいちご、吉川ぐり、吉川ぐら、渡辺かなえ、桜咲姫菜、山上沙和、LALA[34]

### その他
- ジャケット写真：「小悪魔ヘブン」（Gackt、2009年6月10日発売）[35]
- DVD：『キラモリ』（2009年6月23日発売）[36]
- 書籍：『Gal's Collection』（men's egg 別冊ムック、大洋図書、2010年3月5日発売）[37]
- 参加楽曲：「アバズレ」（SDN48、2011年8月17日発売、シングルCD選抜曲、アンダーガールズB名義）[38]
- 総合格闘技大会：「火の国格闘伝説 LEGEND 2」（特別司会者、2011年12月11日） 共/ピーター・アーツ、桜朋梨恵ほか[39]